# メイドin貞子
メイドin貞子 （メイドインさだこ、生年月日不明）は、日本の女子プロレスラー。身長 不明、体重 不明、唯我の別キャラ。

## 経歴
2006年6月11日、対島田宏、石川ひろし戦でデビュー。メイド服を着た貞子という怪奇派のキャラ。会場内を這いずり回る姿は見るものを恐怖に陥れる。その特異なキャラのせいかイーグルプロレス、埼玉プロレス、アジアンエキスプレスなどお目にかかる機会も多い。バトスカフェでは極悪ホストのtetsuに死んでまでも尽くす女という役どころを演じている。2006年10月28日、バトスカフェvol.4でサバイバル飛田のCG攻撃により成仏。

## 得意技
- 怨霊クラッチ
- 顔面ひっかき
- 喉輪落とし
- スリーパー